# 欧热尼乌-迪卡斯特鲁
欧热尼乌-迪卡斯特鲁是巴西南大河州的一个市镇。总面积419.376平方公里，总人口3057人，人口密度7.3人/平方公里。